# Strandbiet
De strandbiet of zeebiet (Beta vulgaris subsp. maritima) is een voorouder van de suikerbiet, voederbiet, snijbiet en rode biet en behoort tot de amarantenfamilie. In Nederland is de strandbiet zeldzaam. De plant komt voor op de vloedmerken aan de voet van duintjes en zeedijken. Het aantal chromosomen is 2n=18. De wortel is niet of nauwelijks verdikt.
De strandbiet komt van nature voor in Zuid-Europa en Noord-Afrika aan de Middellandse zeekust en aan de kust in West-Europa: naar het westen strekt het natuurlijke areaal zich uit tot op de eilanden in de Atlantische Oceaan: de Azoren, Madeira, Canarische eilanden. Naar het noorden tot aan de zuidkust van Noorwegen en Zweden. Pas de laatste jaren komt de strandbiet ook voor aan de Oostzeekust tot Polen en Finland. Sinds 2004 komt de strandbiet ook voor op de Russische eilanden ten zuiden van Finland. Naar het zuidoosten strekt het areaal zich uit voorbij het Nabije Oosten en Midden-Oosten tot in Indië. Daar groeit de plant ook in het binnenland aan bijvoorbeeld akkerranden en op woeste gronden tot een hoogte van ongeveer 1200 meter.
De strandbiet is ingevoerd in Australië, Noord-Amerika (New Jersey, Californië) en Zuid-Amerika (Argentinië en Chili).

## Beschrijving

### Levensduur
De strandbiet is een eenjarige, tweejarige of vaste plant, die 30 – 80 cm hoog wordt.
Onder gelijke omstandigheden in de kas is de levensduur van de verschillende herkomsten afhankelijk van de breedtegraad waar ze vandaan kwamen. Terwijl planten uit Zuidwest-Frankrijk tweejarig zijn, kunnen planten uit Groot-Brittannië minstens 11 jaar oud worden. Nog meer naar het noorden neemt de levensduur weer af. Daarnaast bestaat er een samenhang met de stabiliteit van de leefomgeving. Populaties met kortlevende planten komen voor op verstoorde plekken, terwijl de langst levende planten in een stabiele omgeving voorkomen.

### Blad
Het plant heeft rozetbladeren en het blad aan de bloeistengel zit afwisselend. De bladschijf is iets vlezig, glanzend en kaal of spaarzaam behaard. Het rozetblad is ovaal-hartvormige of ruitvormige en ongeveer 10 cm lang en 5 cm breed. De bladrand is vlak of licht gegolfd. De bladtop kan toegespitst of stomp zijn.

### Bloeiwijze
De plant bloeit van juni tot in september. De bestuiving gebeurt door de wind (anemogamie). De van de grond af sterk vertakte, geribde, groene of rood gestreepte, opstijgende bloeistengel heeft naar beneden hangende of opstaande zijtakken. De bloeiwijze is een aar. De deelbloeiwijzen zitten in de oksels van de korte bladeren en hebben één tot drie bloemen. De tweeslachtige bloemen zijn vijftallig. Het urnenvormige bloemdek bestaat uit drie tot vijf tepalen. Het niet vergroeide deel van de top van het bloemdek is 2 mm lang en is eivormig-driehoekig of lijnachtig en aan de achterkant afgerond of iets gekield. De groene rand is vliezig. Er zijn vijf meeldraden. Het halfonderstandige vruchtbeginsel heeft twee of drie aan de voet met elkaar verbonden stempels. Het stengelblad zit kielvormig aan de stengel en heeft een lange, steelachtige basis. Bij de middelste en hoger geplaatste stengelbladeren is het blad driehoekig tot lancetvormig, die naar boven toe kleiner worden.

### Vrucht en zaad

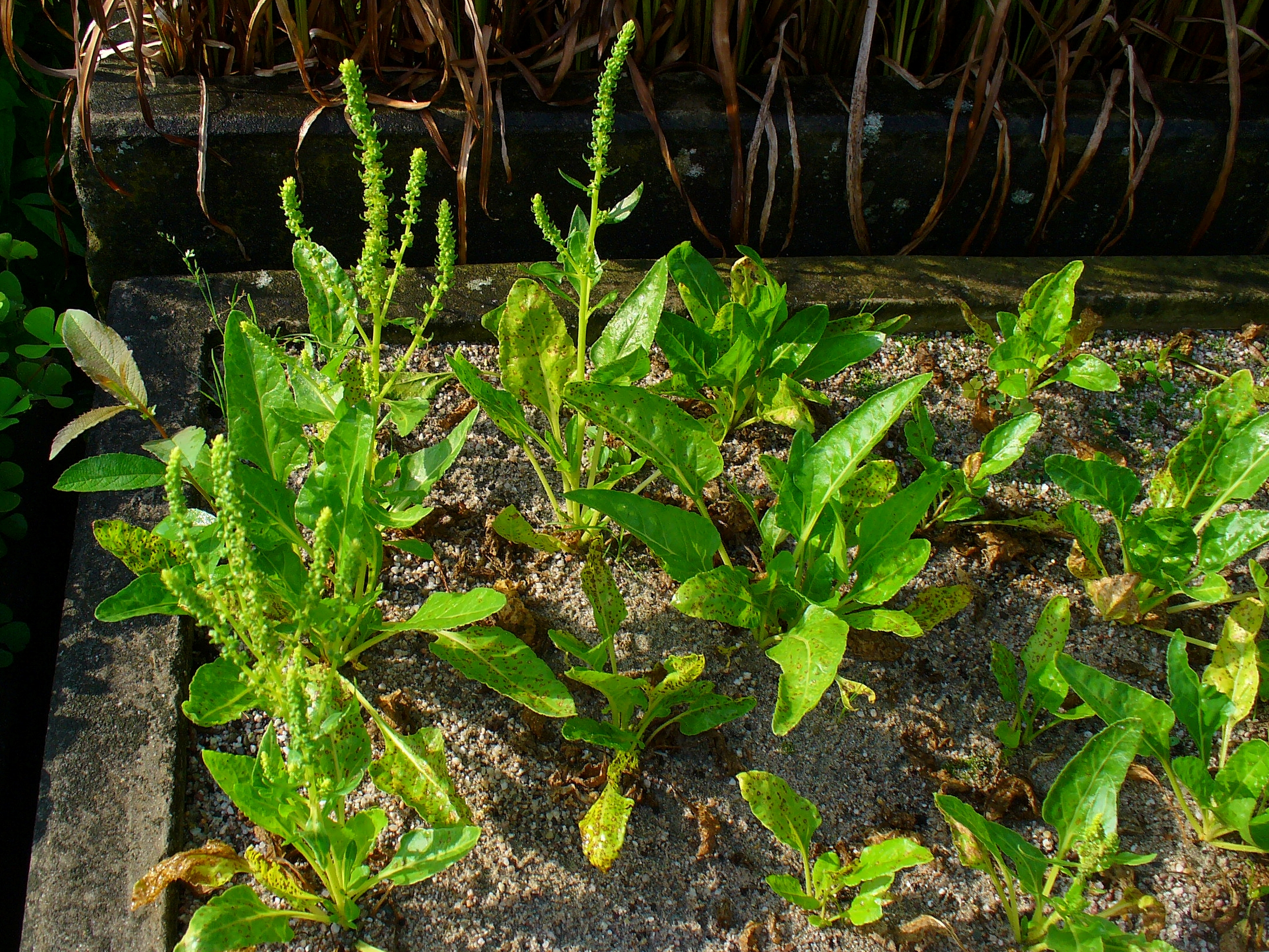
Strandbiet in een botanische tuin

De doosvrucht heeft aan de bovenkant een klep en wordt door het bloemdek omgeven. De top is naar binnen gebogen, opgezwollen en iets gekield. Het ongeveer 2 mm grote roodbruine, gladde zaad ligt horizontaal onder in de bloemkroon. Het ringvormige kiempje ligt rond het voedingsweefsel. Het zaad zit in een zaadkluwen.

## Zouttolerantie
De strandbiet kan als halofyt ook op matig zoute grond groeien, doordat de bladeren natrium- en chloor-ionen opslaan en zodoende de turgor op peil houden. In de wortels daarentegen wordt sacharose en proline opgeslagen, waardoor ook uit brakke grond met een hoog waterpotentiaal nog water opgenomen kan worden.

## Gebruik
Jonge bladeren van de strandbiet kunnen als salade gegeten worden. Oudere bladeren smaken bitter en moeten gekookt als spinazie klaar gemaakt worden. Deze bittere smaak wordt veroorzaakt door het hoge tannine- en ijzergehalte. Bij snijbiet zijn deze negatieve eigenschappen door veredeling verdwenen.
De bladeren worden sinds de prehistorische tijd al als groente gegeten, hetgeen uit neolithische vondsten blijkt. De teelt begon vermoedelijk al in tweeduizend jaar voor Christus. Uit geschriften uit Assyrië blijkt dat de strandbiet ("Silga") al rond 800 voor Christus in de hangende tuinen van Babylon uitgeplant werden.

## Systematiek
Carl Linnaeus beschreef in 1753  Beta vulgaris in Species plantarum, bladzijde 222. Tegelijkertijd beschreef Linnaeus het geslacht Beta. De wilde en cultuurvormen zag hij als verschillende variëteiten en hij noemde de wilde vorm Beta vulgaris var. perennis L.. In de tweede oplage van 1762, bladzijde 322, scheidde Linnaeus de wilde vorm van de cultuurvormen af als de aparte soort Beta maritima L.. Ook enkele cultuurvormen kregen de rang van soort. Spoedig werd duidelijk dat de wilde biet niet de rang van soort verdiende daar deze gemakkelijk te kruisen bleek met de cultuurvormen en dat er eigenschapsovergangen bestonden. Alfred Moquin-Tandon maakte er in 1849 in Prodromus 13(2) weer een variëteit van: Beta vulgaris var. maritima (L.) Moq.. Giovanni Arcangeli maakte er in 1882 in Compendio della Flora Italiana, bladzijde 593 ten slotte een ondersoort van: Beta vulgaris subsp. maritima (L.) Arcang.

## Betekenis als genenbron
Als uitgangsvorm van alle cultuurvormen speelt de strandbiet een belangrijke rol bij de instandhouding van de genetische variatie. Het belang hiervan is vastgelegd in het biodiversiteitsverdrag zoals dat opgesteld is in 1992 in Rio de Janeiro 1992. Een grote genetische variatie, ook binnen soorten, is van landbouwkundig belang daar met behulp van de wilde soorten resistentere rassen gemaakt kunnen worden. Van wetenschappelijke interesse is de verspreiding van de strandbiet langs de Oostzeekust in de laatste 150 jaar. Hierdoor kunnen de gevolgen van migratie op de diversiteit binnen de soort onderzocht worden.